# 반장 (상징)

반장의 일례

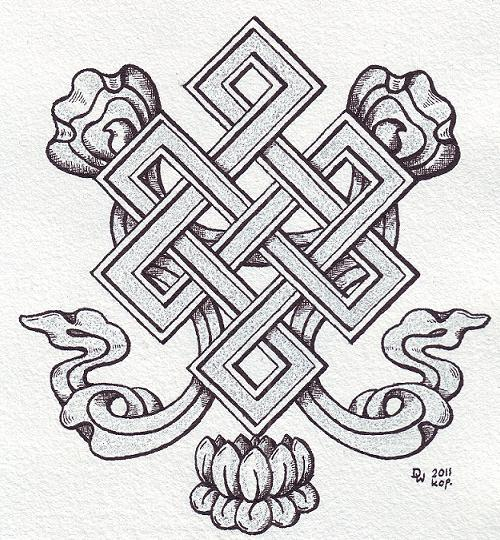
더 장식이 된 것

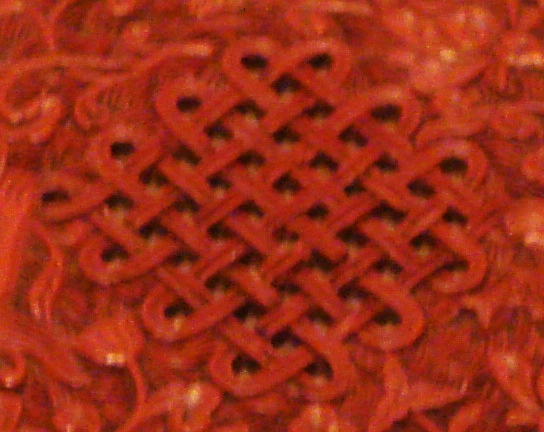
더 복잡한 형태. 400년 된 중국칠기그릇.

반장(盤長, 산스크리트어: Shrivatsa, 티베트어: Dpal be'u)은 상징적 매듭이자 불문팔보의 하나이다. 티베트, 몽골, 투바 공화국, 칼미크 공화국, 그리고 부랴트 공화국 같은 티베트 불교가 중대한 영향력을 가진 장소에서 중요한 문화 표시이다. 또한 때때로 중국미술에서 찾을 수 있으며, 중국결에 사용된다.

## 같이 보기
- 불문팔보
- 켈트 매듭
- 중국결
- 영원회귀
- 고르디우스의 매듭
- 인드라의 그물
- 이슬람 꼰 양식
- 카츠카르 - 아르메니아 매듭 장식
- 매듭 정원
- 매듭 이론
- 만다라
- 뫼비우스의 띠
- 남카
- 오세베르크 방식
- 우로보로스
- 솔로몬의 매듭
- 탄트라
- 세 토끼
- 세잎매듭
- 트리퀘트라
- 터키의 머리매듭
- 음양